# Belgijscy posłowie do Parlamentu Europejskiego 1962–1965
Belgijscy posłowie do Parlamentu Europejskiego 1958-1962 zostali mianowani przez rząd belgijski  9 stycznia 1962  roku.

## Lista posłów

### Flamandzkie kolegium wyborcze
Wybrani z listy Chrześcijańskiej Partii Ludowej (CVP)
- Alfred Bertrand (CD)
- Victor Leemans (CD)
- Théo Lefèvre (CD)
- Gaston Eyskens (CD)

Wybrani z listy  Partii Socjalistycznej (BSP)
- Paul-Henri Spaak (SOC)

### Walońskie kolegium wyborcze
Wybrani z listy walońskiej Partii Socjalistycznej (PS)
- Fernand Dehousse (SOC)
- Henri François Simonet (SOC)
- Hendrik Fayat (SOC)

Wybrani z listy PRL
- Jean Rey (LIB)

Wybrany z listy Partii Społeczno-Chrześcijańskiej (cdH)
- Albert Coppé (CD)
- Pierre Wigny (CD)

Wybrany z listy Zgromadzenie Walońskie (RW)
- Jean Duvieusart (CD)

Posłowie bezpartyjni
- Étienne Davignon (NI)
- Paul Finet (NI)